# Srednjokaspijska Diktatura
Srednjokaspijska Diktatura bila je kratkotrajna država koju su svorili ruski menjševici i armenski Dašnakcutjuni u Bakuu uz podršku Ujedinjenog Kraljevstva s ciljem odupiranja napredovanju Osmanlijskog Carstva, a postojala je od kolovoza do rujna 1918.

## Povijest
Boljševičke vlasti u Bakuu već su neko vrijeme bili u sukobu s azerskim Musavatom koji je 28. svibnja 1918. proglasio Azerbajdžansku Demokratsku Republiku. Musavat je napadao boljševike koji su se našli okruženi neprijateljski raspoloženim muslimanima. Nadalje, napredovanje osmanlijske vojske prema Bakuu znatno je otežalo situaciju za boljševike. Stoga su gradske vlasti pozvale Ujedinjeno Kraljevstvo da vojno intervenira kako bi se spriječio ulazak Osmanlija u grad. Tome su se usprotivile sovjetske vođe. Međutim, glsovanjem 25. srpnja 1918., ipak je dopuštena britanska vojna intervencija. Boljševičke su vlasti 31. srpnja dale ostavku i napustile Baku.
Srednjokaspijska Diktatura stvorena je 1. kolovoza 1918. kako bi se pružio otpor azerskom Musavatu i Osmanlijama koji su se kretali sjeverno prema Dagestanu preko Azerbajdžana. Predsjednik vlade bio je izvjesni menjševik Jačevski. Vlada je zatražila pomoć Britanaca koji su 17. kolovoza ušli u Baku. Britance je dočekao zapovjednik armenskog Dašnakcutjuna Hačaturov. Manji britanski kontigent bio je stigao već 4. kolovoza. Boljševici, koji su bili uhićivani od 1. kolovoza, bili su poslani prema Astrahanu, no pobijeni su već u Krasnovodsku u današnjem Turkmenistanu. Osmanlije i Musavat u Baku su ušli 15. rujna 1918., čime je ukinuta Srednjokaspijska Diktatura.